# When Things Were Rotten
When Things Were Rotten est une sitcom  américaine créée en 1975 par Mel Brooks et diffusée pendant une demi-saison par ABC .
Parodie de la légende de Robin des Bois, la série avait pour vedette Dick Gautier (en) (qui avait auparavant joué Hymie le robot dans la série Get Smart de Brooks) en tant que Robin des Bois. Les autres acteurs principaux de la série comprenaient Dick Van Patten en tant que Frère Tuck, Bernie Kopell (un autre vétéran de Get Smart ) en tant que Alan-a-Dale, Misty Rowe en tant que Marianne et David Sabin en tant que Petit Jean, avec Ron Rifkin comme le tyran Prince Jean et Henry Polic II (en) comme Hubert, le méchant shérif de Nottingham. Richard Dimitri a joué un double rôle en interprétant les frères jumeaux : Bertram, le bras droit du Shérif, et Renaldo, membre latino stéréotypé des Joyeux Compagnons qui avait été volé par des gitans quand il était bébé.
Brooks a de nouveau caricaturé la légende de Robin des Bois dans son film Sacré Robin des Bois de 1993.

## Humour
Les lignes simples, les gags visuels et l'humour littéral étaient les caractéristiques du style de l'émission. Dans plusieurs épisodes, il a été montré que le shérif aboyait comme un fou, criant avec colère pour finalement se faire dire qu'il n'avait utilisé aucun mot dans la phrase.
La rupture du quatrième mur s'est souvent produite. Dans de nombreux épisodes, Alan-a-Dale se tournait vers la caméra pour proclamer fièrement au public qu'un héros vraiment inégalé, Robin, était comme un agent de presse hollywoodien typique, et dans un épisode, Renaldo était interrogé et plaidait son innocence, et lorsqu'un accusateur a demandé : « Êtes-vous prêt à dire cela à votre créateur ? », Renaldo regarde hors caméra et dit : « Moi ! Je suis innocent ! » 
Une grande partie de l'humour était anachronique, comme l'occasion où les dames d'honneur de Marianne ont fait irruption dans le hit Stop! In the Name of Love de The Supremes des années 1960. Lorsque le rocher de Gibraltar a été détruit et qu'un messager apporte au Prince Jean le morceau restant, on lui dit « J'ai toujours voulu un morceau du rocher », une référence au slogan réussi de Prudential Insurance, "Obtenez un morceau du rocher", et lorsque le roi Richard Cœur de Lion revient sur ses terres après son retour des croisades et atteint une base américaine de style baseball américain, un arbitre crie « Safe! », faisant crier le shérif de Nottingham, « Kill the umpire! »
Le reportage sur les préoccupations sociales des années 1970 était également notable, par exemple, dans l'épisode Those Wedding Bell Blues, le prince Jean s'apprêtait à signer un accord avec l'OOPEC, un cartel de type OPEP dont l'exportation principale était l'huile d'olive. Le prince Jean déclare alors : « Je contrôlerai toute l'huile d'olive! Quiconque veut faire une salade devra venir me voir ! »

## Générique
Pendant le générique d'ouverture de l'émission, une chanson satirique "Yay for Robin Hood!" était joué: 

« Once upon a time when things were rotten,

Not just food, but also kings were rotten.

Everybody kicked the peasants,

Things were bad and that ain't good,

Then came Robin Hood (Ba-bahh!)

Soon a band of merry men he'd gotten,

They wore outfits made of plain green cotton,

Helping victims was their business.

Boy oh boy was business good --

Good for Robin Hood!

They laughed, they loved, they fought, they drank,

They jumped a lot of fences.

They robbed the rich, gave to the poor --

Except what they kept for expenses!

So when other legends are forgotten

We'll remember back when things were rotten.

Yay for Robin Hood!

So when other legends are forgotten

We'll remember back when things were rotten.

Yay for Robin Hood!" »

## Annulation
La comédie de Mel Brooks n'était pas à sa place sur la télévision de l'époque. Par conséquent, malgré les éloges de la critique, la série n'a pas réussi à trouver de public et a été annulée après 13 épisodes, The Bionic Woman étant son remplaçant de mi-saison, série qui a été un grand succès. Dix-huit ans plus tard, Brooks produit une autre parodie de Robin des Bois, le long métrage Sacré Robin des Bois . Van Patten est également apparu dans le dernier film en tant qu'abbé.
L'annulation de When Things Were Rotten a permis à Van Patten et Kopell de passer à des séries plus réussies et de longue durée, Huit, ça suffit ! et La croisière s'amuse. Rifkin, quant à lui, finira par devenir plus connu du public moderne sous le nom du méchant Arvin Sloane dans Alias .

## Sortie Vidéo et DVD
Plusieurs épisodes de la série sont sortis sur VHS en Amérique du Nord.
La série complète est sorti en DVD en 2013 en tant qu'article fabriqué à la demande exclusivement disponible sur CreateSpace d'Amazon.com.

## Épisodes
1. The Capture of Robin Hood
2. The French Dis-connection
3. The House Band
4. Those Wedding Bell Blues
5. A Ransom for Richard
6. The Ultimate Weapon
7. Ding Dong, the Bell Is Dead
8. There Goes the Neighborhood
9. Quarantine
10. Birthday Blues
11. The Spy: Parts 1 & 2
12. This Lance for Hire

## Distribution

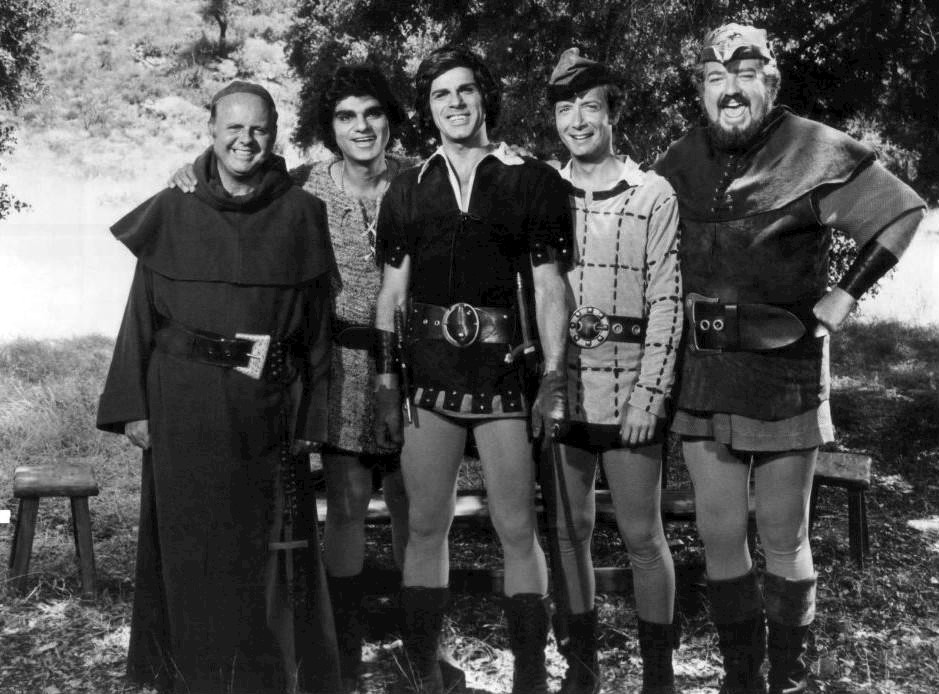
Dick Van Patten, Richard Dimitri, Dick Gautier, Bernie Kopell, David Sabin

- Dick Gautier (en) : Robin des Bois
- Misty Rowe : Marianne
- Henry Polic II (en) : Shérif de Nottingham
- Dick Van Patten : Frère Tuck
- Bernie Kopell : Alan-A-Dale